# 228e division d'infanterie
La  228e division d'infanterie (en allemand : 228. Infanterie-Division ou 228. ID) est une des divisions d'infanterie de l'armée allemande (Wehrmacht) durant la Seconde Guerre mondiale.

## Historique
La 228. Infanterie-Division est formée le 26 août 1939 à Elbing dans le Wehrkreis I avec du personnel de la Landwehr en tant qu'élément de la 3. Welle (3e vague de mobilisation).
Elle participe à l'invasion de la Pologne avec la 3. Armee au sein du Heeresgruppe Nord et reste en Pologne comme force d'occupation jusqu'en avril 1940.
Elle est ensuite transférée sur le Truppenübungsplatz (terrain de manœuvre) de Munsterlager (en) et dissoute le 1er août 1940.
Son état-major forme l'état-major de la 16. Infanterie-Division (mot.).

## Organisation

### Commandants
| Date                               | Grade           | Commandant                  |
| ---------------------------------- | --------------- | --------------------------- |
| 1er septembre 1939 - 1er mars 1940 | Generalleutnant | Hans Suttner                |
| 1er mars 1940 - 8 juillet 1940     | Generalleutnant | Karl-Ulrich Neumann-Neurode |

## Théâtres d'opérations
- Pologne : septembre 1939 - mai 1940
  - 1er septembre au 6 octobre 1939 : Campagne de Pologne
- Pays-Bas et Belgique : mai 1940 - Juillet 1940

## Ordres de bataille
- Infanterie-Regiment 325
- Infanterie-Regiment 356
- Infanterie-Regiment 400
- Artillerie-Regiment 228
  - I. Abteilung
  - II. Abteilung
  - III. Abteilung
  - IV. Abteilung
- Pionier-Bataillon 228
- Feldersatz-Bataillon 228
- Panzerabwehr-Abteilung 228
- Aufklärungs-Abteilung 228
- Infanterie-Divisions-Nachrichten-Abteilung 228
- Infanterie-Divisions-Nachschubführer 228